# Улица Петра Лещенко (Одесса)
Улица Петра Лещенко (до 2016 года — улица Коминтерна) — улица в Преображенском поселке («Ленпосёлок») Хаджибейского района Одессе, проходит от улицы Крайней до улицы Буджакской.

## История
Современное название улица получила по решению Историко-топонимической комиссии Одесского горсовета 26 апреля 2016 года в честь эстрадного певца Петра Лещенко. Прежнее название — улица Коминтерна.

## Достопримечательности
Д. 37 — Спасо-Преображенский Храм Одесской епархии Украинской православной церкви МП. За храмом находится общеобразовательная школа № 130. До 1956 года часть учащихся школы занимались в нескольких домах с печным отоплением по улице Коминтерна.
Д. 28 — Детская музыкальная школа № 3..